# Gare de Qingdao-Nord
La gare de Qingdao-Nord (chinois simplifié : 青岛北站 ; chinois traditionnel : 青島北站 ; pinyin : qīngdǎoběi zhàn est une gare ferroviaire chinoise, situé dans la ville-préfecture de Qingdao, province du Shandong. Elle est construite sur un terre plein.